# Asdingen

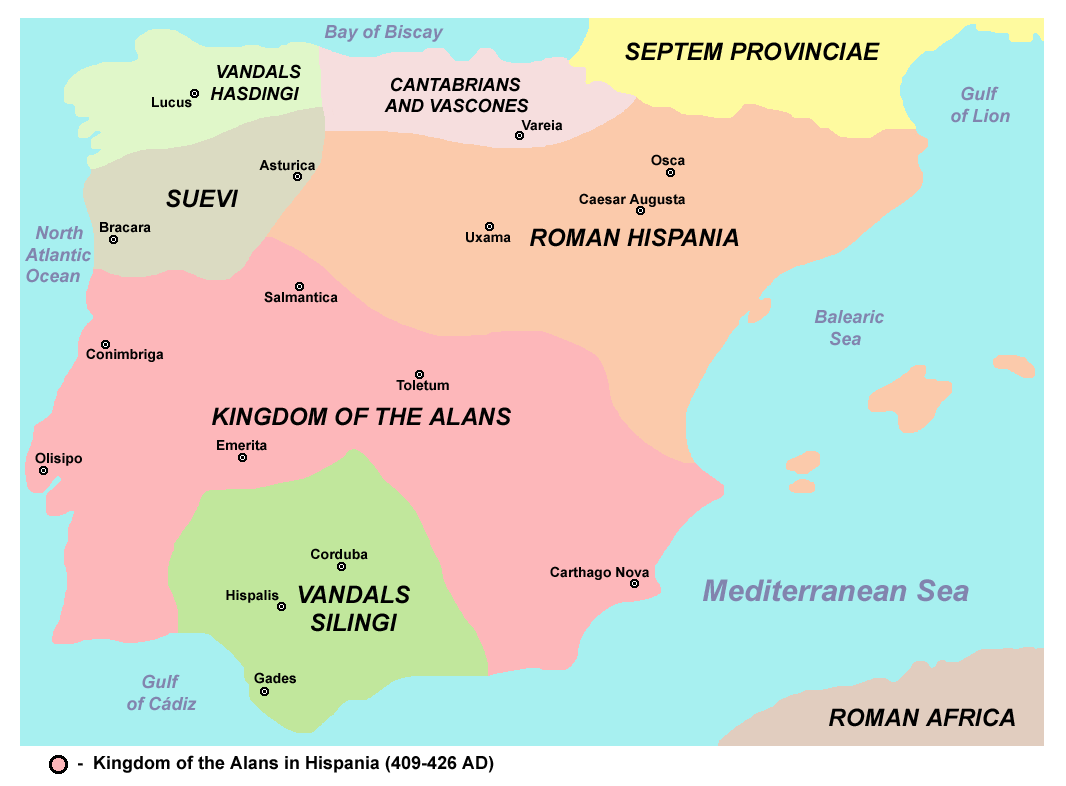
Kaart met de Asdingen (Hasdingi) in het noordwesten (lichtgroen).

De Asdingen ook wel Victofalen genoemd, behoorden tot het stamverband van de Vandalen. Vanaf ongeveer halverwege de tweede eeuw werd dit Oostgermaans volk onderscheiden in drie takken, nl. de Asdingen, de Lakringen en de Silingen.

## Oorzaak van de splitsing
Omstreeks 150 vielen de Goten het gebied binnen van de Longobarden, de buren van de Vandalen en veroorzaakten daarmee een kleine volksverhuizing. De Longobarden werden uit hun woongebieden verdreven, en vielen op hun beurt de Vandalen aan in Silezië. Op drift geraakt verliet omstreeks 170 een deel van de Vandaalse stammen Silezië onder aanvoering van twee leiders Rhaus en Rhaptus. Aanvankelijk wilden de Vandalen zich vestigen in het Romeinse Rijk, doch hiervoor kregen zij geen toestemming. Toen de onderhandelingen met de Romeinen mislukten, vielen zij het gebied van de Castubokken binnen ten noorden van de Karpaten. De Castubokken werden in 172 verslagen en de Vandalen konden zich vestigden in hun gebied. De stammen die zich in het westelijke deel van Transsylvanië vestigden tot aan de Theis werden vanaf toen de Asdingen genoemd, de stammen die in het noordelijke deel van Transsylvanië verbleven de Lakringen en het deel van de Vandalen dat in Silezië achterbleef de Silingen.

## Dacië en Pannonië
De eerste decennia van de derde eeuw verliepen vreedzaam en er was ontzag voor de Romeinen. Echter vanaf 240 vielen de Vandaalse Asdingen en Lakringen de Romeinse provincies Dacia en Pannonië binnen voor rooftochten. Meestal maakte het Romeinse leger korte metten met deze plunderaars, want de Vandaalse Lakringen werden in 248-249 door de Romeinen vernietigend verslagen en afgeslacht. De overlevenden sloten zich aan bij hun stamverwanten de Asdingen. Ondanks de overwinningen die behaald werden op de invallers verlieten de Romeinen in 271 Dacië. De Asdingen vestigden zich in het westelijke deel van Dacië en werden buren van de Goten. In 335 raakten zij met elkaar in oorlog. In de Slag aan de Moeresjoel versloegen de Asdingen onder leiding van koning Wisimar de Visigoten.
Een aantal jaren na hun overwinning op de Visigoten verlieten de Asdingen Dacië en vielen opnieuw het Romeinse Rijk binnen. Na het staken van de vijandelijkheden kregen zij ditmaal wel toestemming om zich binnen het Rijk te vestigen. Als foederati van de Romeinen kregen zij land toegewezen in Pannonië, en verbleven daar totdat zij omstreeks 400 in opstand kwamen onder leiding van koning Godigisel. De Romeinse generaal Stilicho voerde uitgebreid campagne tegen de opstandige Vandalen. In 401 versloeg hij hen in Raetië, waarna deze noordwaarts trokken en zich aansloten bij hun stamverwanten de Silingen in Zuid-Duitsland.

## De Asdingen en Selingen sluiten zich weer aaneen
Onder leiding van Godigisel trokken de Asdingen noordwaarts. In Zuid-Duitsland ontmoetten zij hun stamgenoten de Selingen en sloten zich bij hen aan. Een tijdlang zwierven zij door Duitsland. Aan de Beneden-Rijn in het gebied van de Franken stoten ze op tegenstand. Hierdoor besloten ze het Romeinse Rijk weer binnen te trekken, doch leden een nederlaag. In 406/407 doorbraken ze opnieuw de grens van het Romeinse Rijk en konden ditmaal zonder veel tegenstand te ondervinden Gallië binnendringen.

## Spanje
In 409-410 trokken de Asdingen en Silingen samen met de Alanen en Sueven de Pyreneeën over en bereikten Spanje. De in allerijl door de Romeinen opgeworpen steunpunten ontwijkend, vestigden deze stammen zich aanvankelijk onder de inheemse bevolking in Noordwest-Spanje. Maar spoedig verspreidden zij zich van daaruit over grotere delen van Spanje. De Silingen drongen Baetica binnen en de Asdingen het zuiden van Galicië. De West-Romeinse keizer Honorius zag in de Vandalen bondgenoten tegen zijn rivaal Constantijn III en sloot in 411 verdragen met hen. Ondanks deze verdragen werden de jaren twintig een periode van wrijving en oorlog. De Romeinen lieten daarom in 415 de Visigoten overkomen vanuit Gallië naar Spanje om de eerder aangekomen stammen te vernietigen. In twee jaar tijd werden de Silingen praktisch uitgeroeid en de Alanen zodanig verzwakt, dat deze zich moesten verbinden met de Asdingen. In 418 verlieten de Visigoten Spanje en bleven de Asdingen en Sueven gespaard. De Asdingen kregen vaste voet in Andalusië. In 422 versloegen zij het Romeinse leger en veroverden Carthagena. Ze bouwden een vloot en veroverden de Balearen. In 429 gingen de Vandalen onder hun koning Geiserik scheep naar Afrika. Zij vestigden tot 533 hun Vandalenrijk in het kustgebied van het huidige Tunesië en Algerije.